# 前新透
前新 透（まえあら とおる、1924年（大正13年）4月5日- 2012年（平成24年）4月6日）は日本の教育者、方言研究家。第59回菊池寛賞受賞。

## 略歴
1924年（大正13年）4月5日、沖縄県竹富島に生まれる。竹富町立船浦中学校校長、石垣市立大浜小学校校長などを務め、1985年（昭和60年）に退職する。退職後、竹富の方言の収集と研究を行い、2011年（平成23年）に『竹富方言辞典』を刊行する。同年「27年の歳月をかけて採集した方言を収録し、日本最南端の出版社から刊行されたこの辞典は、琉球語と日本語の古層、民俗を研究するための貴重な文化遺産である」として第59回菊池寛賞を受賞する。

## 著書
- 『竹富方言辞典』（南山舎、2011）

## 参考
- コトバンク - 前新透
- 琉球新報 - 前新透氏が死去　竹富方言辞典で菊池寛賞